# Monorriel de Okinawa

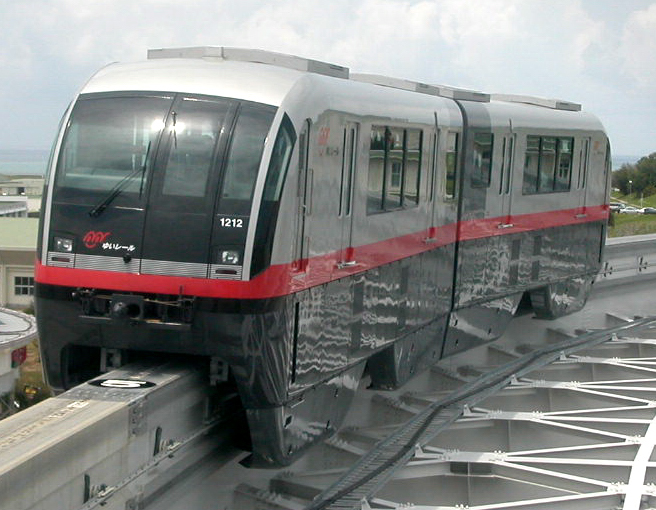
Monorriel de Okinawa en la estación de Akamine, la más meridional de Japón

La Monorriel de Okinawa (沖縄都市モノレール Okinawa Toshi Monorēru?), también llamada Yui Rail (ゆいレール Yui Rēru?), es una línea de monorriel en Naha, Okinawa, Japón. Su operador es la Compañía del monorriel urbano de Okinawa (沖縄都市モノレール株式会社 Okinawa Toshi Monorēru Kabushiki-gaisha?), abrió el 10 de agosto de 2003 y es a fecha 2010 el único sistema de ferrocarril público en funcionamiento en la prefectura de Okinawa, y el primero en ponerse en marcha en esta región desde la Segunda Guerra Mundial.

## Yui Rail
Los habitantes llaman a esta línea Yui Rail (ゆいレール Yui Rēru?). El nombre popular y el logotipo se eligieron por consulta pública.
El recorrido de Yui Rail comprende 15 estaciones, desde el Aeropuerto de Naha al oeste hasta Tedako-Uranishi, en Urasoe.
La distancia media entre estaciones es de 0,93 km. Se tardan 27 minutos en recorrer completos los 12,8 km de la línea, y el coste es de 290 yenes.
Los trenes se componen de dos coches, con 65 asientos y una capacidad total de 165 personas. La vía por la que circulan está elevada entre 8 y 20 metros sobre el nivel del suelo. La velocidad máxima del tren es de 65 km/h, pero su velocidad media incluyendo paradas es de 28 km/h.
Entre las estaciones de Yui Rail hay dos que destacan por su ubicación: tanto la más occidental de Japón -la estación del Aeropuerto de Naha- como la más meridional -la estación de Akamine- pertenecen a esta línea.

## Estaciones
| Nombre de la estación | Nombre en japonés | Distancia total | Ubicación     |
| --------------------- | ----------------- | --------------- | ------------- |
| Naha-kūkō             | 那覇空港          | 0 km            | Naha, Okinawa |
| Akamine               | 赤嶺              | 1,95 km         | Naha, Okinawa |
| Oroku                 | 小禄              | 2,71 km         | Naha, Okinawa |
| Ōnoyama-kōen          | 奥武山公園        | 3,68 km         | Naha, Okinawa |
| Tsubogawa             | 壺川              | 4,52 km         | Naha, Okinawa |
| Asahibashi            | 旭橋              | 5,33 km         | Naha, Okinawa |
| Kenchō-mae            | 県庁前            | 5,91 km         | Naha, Okinawa |
| Miebashi              | 美栄橋            | 6,63 km         | Naha, Okinawa |
| Makishi               | 牧志              | 7,61 km         | Naha, Okinawa |
| Asato                 | 安里              | 8,2 km          | Naha, Okinawa |
| Omoromachi            | おもろまち        | 8,95 km         | Naha, Okinawa |
| Furujima              | 古島              | 9,96 km         | Naha, Okinawa |
| Shiritsu-byōin-mae    | 市立病院前        | 10,88 km        | Naha, Okinawa |
| Gibo                  | 儀保              | 11,84 km        | Naha, Okinawa |
| Shuri                 | 首里              | 12,84 km        | Naha, Okinawa |